# كارل غيلوروب
كارل أدولف غيلوروب (بالدنماركية: Karl Adolph Gjellerup)‏ (بالدنماركية: Karl Adolph Gjellerup)
(2 يونيو 1857 - 13 أكتوبر 1919)، روائي وشاعر دنماركي. حصل على جائزة نوبل في الأدب لسنة 1917 وتقاسمها مع هنريك بونتوبيدان ووفقا لموقع جائزة النوبل الرسمي فقد حصل عليها 
. وكان يكتب أحيانا باسم مستعار هو إيبيغونز (Epigonos)

## حياته

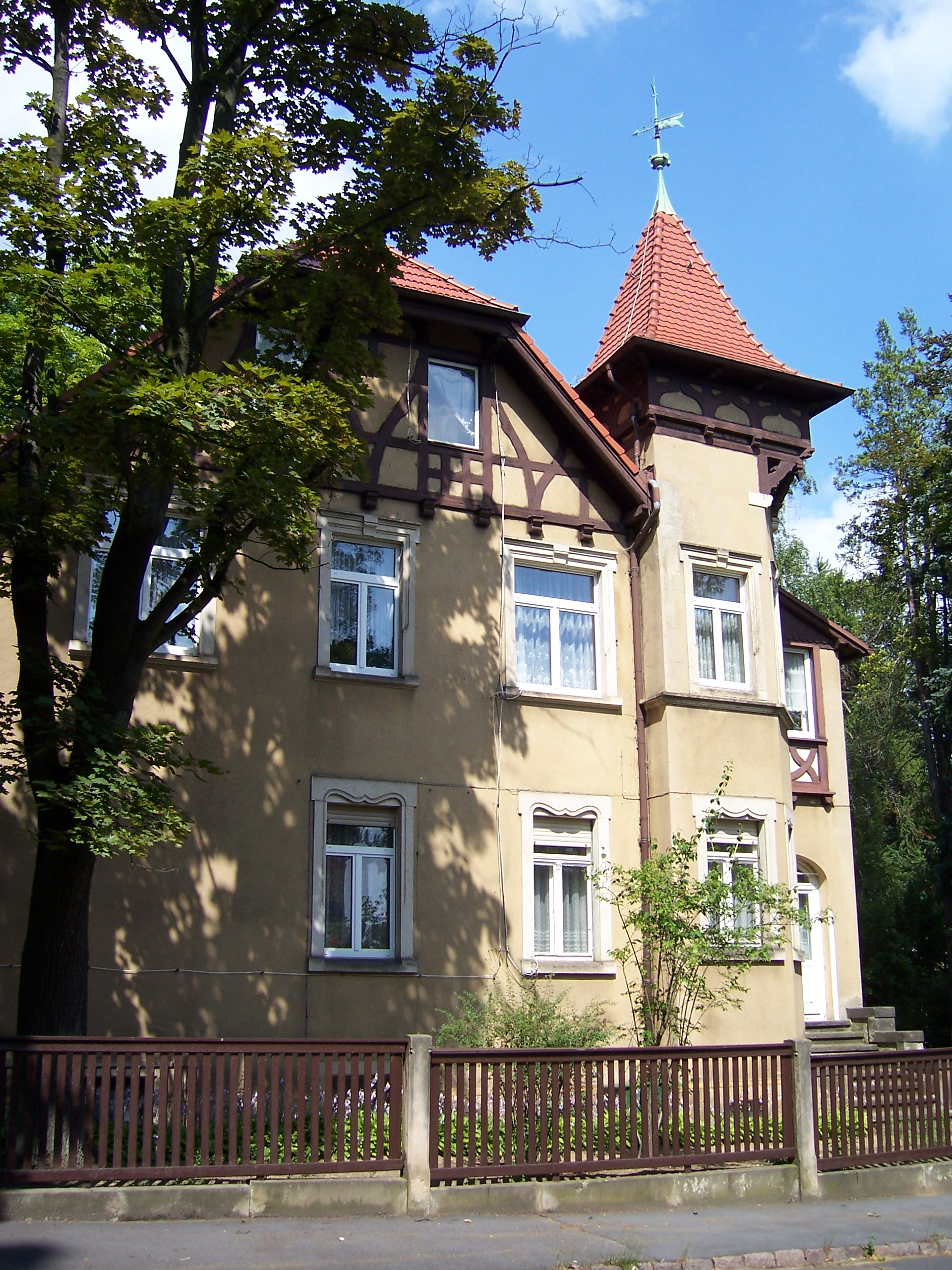
Karl Gjellerup Villa Baldur

والد غيلوروب كان نائبا لمقاطعة زيلاند في الدنمارك، لكن والده توفي عندما بلغ سن الثالثة، فتولى عمه يوهانس فيبيغر رعايته، فنشأ وترعرع في جو مثالي من الوطنية والرومانسية. لكن في 1870 العام انشق عن خلفيته تلك وأصبح من المتحمسين لحركة جورج برانديس الطبيعية، بكتابة روايات جريئة عن الحرية والحب والإلحاد. وبما يعرف بحركة الاختراق الحديث، (وهي حركة أدبية ظهرت في الدول الاسكندنافية خلال الفترة 1870-1890 ثم انتشرت كطفرة في باقي أوروبا، وهي تراث ما كان يسمى بـ راديكالية ثقافية لتحويل الأدب نحو الواقعية والطبيعية بدل الرومانسية، ولمحاولة جعل الأدب كوسيلة للتأثير على المجتمع)، لكن غيلوروب عاد يغادر تدريجيا خط برانديس وفي العام 1885 توقف تماما عن الطبيعية، وعاد رومانسيا من جديد.
التأثير الرئيسي على حياته كان موقفه المؤيد للإتجاه الثقافي والحضاري الألماني Germanophile، كان مشدودا بقوة إلى الثقافة الألمانية، قد يكون ذلك بسبب أنه تزوج من فتاة ألمانية واستقر معها في العام 1892 في ألمانيا، وقد تسبب ذلك بأنه خسر أي شعبية ممكن أن يحظى بها في موطنه الدنمارك. ومرت بضعة سنوات عُرف فيها كارل غيلوروب مؤيدا تماما للإمبراطورية الألمانية، بما في ذلك مواقفها في الحرب العالمية الأولى 1914-1918.

## مؤلفاته
من بين الأعمال الأولى لـ غيلوروب روايته التي صدرت في العام 1882 باسم المتعلم الألماني (The Learner of German- Germanernes Lærling)، وهي حكاية سيرة ذاتية عن نشأة وتطور شاب بدأ حياته كرجل دين ملتزم تحول إلى الإلحاد والفكر المؤيد للفكر الألماني، وفي العام (1889) صدرت له رواية مينا، وهي قصة حب وهي أيضا دراسة في علم النفس المرأة. صدر له أيضا في العام (1896) عمل مهم هو رواية مولن (الطاحونة)، وهي ميلودراما حول الحب والغيرة.
في السنوات الأخيرة من حياته تأثر غيلوروب بشكل واضح بالبوذية والثقافة الشرقية. حيث تلقى انتقادات واسعة حول روايته التي صدرت في العام 1906 بعنوان الحاج - دير بيلجر (Der Pilger Kamanita) والتي تم وصفها بأنها واحدة من (أغرب أو أسوأ) الروايات المكتوبة باللغة الدنماركية. وتتحدث عن رحلة نجل تاجر هندي، ولقاءه مع راهب غريب (هو في الواقع غوتاما بوذا) وتحولاته من الدنيوية والرومانسية إلى الأفكار عن الموت والتناسخ والسعادة القصوى.
في العام 1907 صدرت لـ غيلوروب رواية بعنوان زوجة من الكمال (Den fuldendtes hustru- i.e. The wife of the perfect) وهي دراما منظومة ومستوحاة من دانتي (الكوميديا الإلهية)، وتتحدث أيضا عن حياة بوذا الدنيوية في سدهارتا، وجهود زوجته ياسودهارا (Yasodhara) في تحوله للحياة الروحية. وفي العام 1910 صدرت له الرواية العملاقة التجوال في العالم (واندررز العالم) (The world roamers-Verdensvandrerne) وتتحدث غن فتاة ألمانية معاصرة تنطلق في رحلة أكاديمية إلى الهند، وتواجه بعض المواقف وتتطور شخصيتها عبر مستويات من التسلسل الزمني، بإعادة تجربة ما حدث في دهور سابقة، ويقدم من خلالها غيلوروب فكرة التجسد والتناسخ من خلال فكرة تجوال الروح من جسد إلى آخر.
رواية التمرين لممارسة الطب المعالج والتي تعرف باسم رودولف ستين (Rudolph Stens Landpraksis) صدرت في العام 1913 ، وتتحدث عن حياة غيلوروب نفسه ونشأته في موطنه في زيلاند في الدنمارك ونظرة شاب ليبرالي السطحية إلى الحياة، بما في ذلك نزعات الشباب الرومانتيكية، والتفكير والتفاني تجاه وجهات النظر الأكثر نضجا.

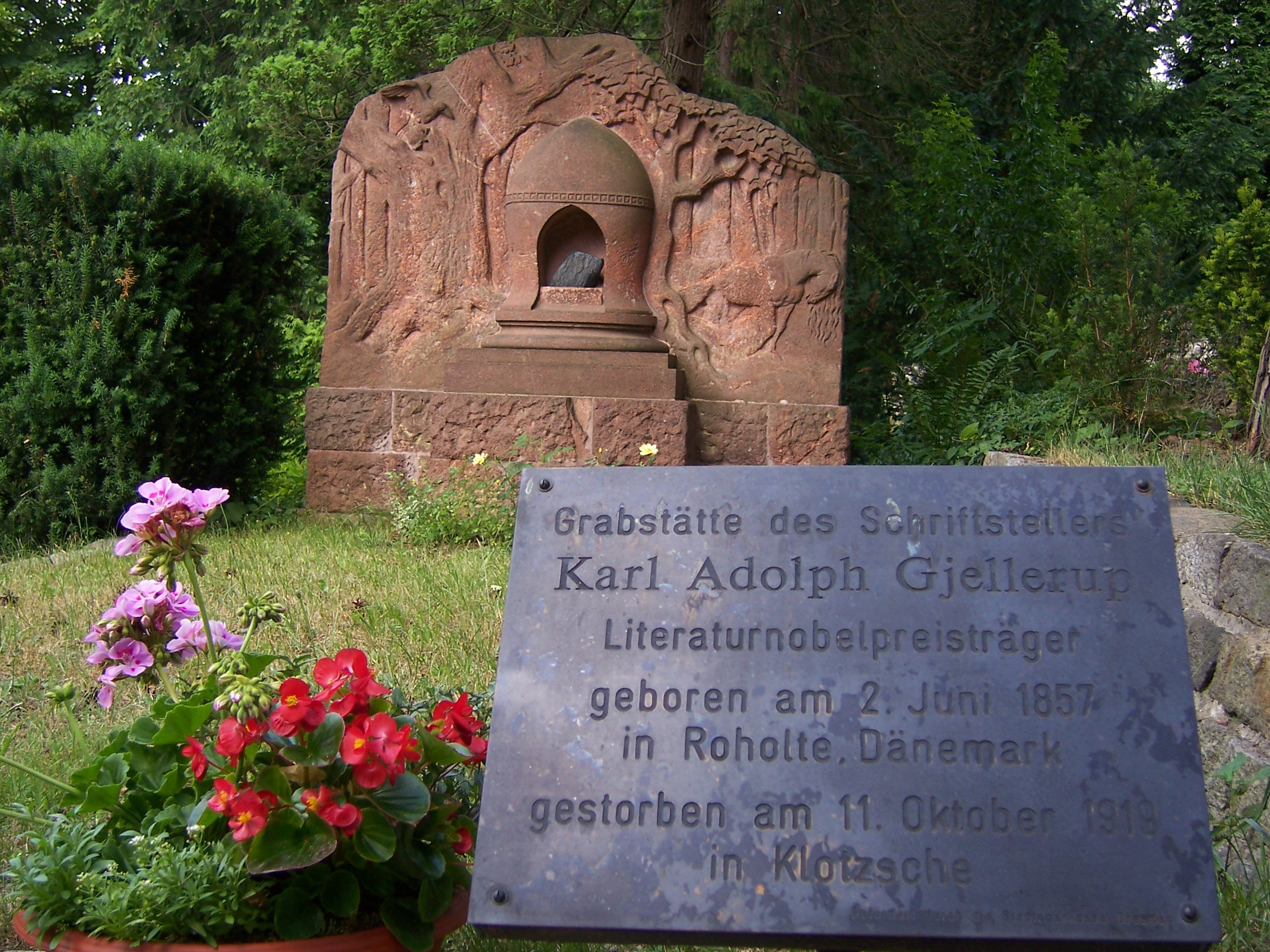
Karl Gjellerup Grave

في العام 1919 ، العام الذي توفي فيه، ظهرت له رواية أقدس الحيوانات (Das heiligste Tier - i.e. The holiest animal) وهي محاكاة ساخرة، وقد تكون هذه الرواية هي المحاولة الوحيدة لـ غيلوروب في الفكاهة. وفيها هجاء لقصص الحيوانات الأسطورية عندما يصلون الجنة الخاصة بهم بعد الموت. كالأفعى التي قتلت كليوباترا، والكلب أرغوس، والبقرة المقدسة في الهند، وحمار يسوع وحصان بوذا وخيول قادة التاريخ المعروفة.

## وصلات خارجية
- كارل غيلوروب على موقع IMDb (الإنجليزية)
- كارل غيلوروب على موقع الموسوعة البريطانية (الإنجليزية)
- كارل غيلوروب على موقع ميوزك برينز (الإنجليزية)
- كارل غيلوروب على موقع قاعدة بيانات الأفلام السويدية (السويدية)
- كارل غيلوروب على موقع إن إن دي بي (الإنجليزية)
- كارل غيلوروب على موقع ديسكوغز (الإنجليزية)
- كارل غيلوروب على موقع قاعدة بيانات الفيلم (الإنجليزية)
- كارل غيلوروب على موقع كينوبويسك (الروسية)
- صفحة كارل غيلوروب، موقع جائزة نوبل
- كنود ب، جيسنج: كارل غيلوروب، صورة للمؤلف، الأرشيف للآداب الدنماركية، المكتبة الملكية الدنماركية [الإنجليزية]
- أعمال كارل غيلوروب في مشروع غوتنبرغ
- مينا، أعمال كارل غيلوروب في أرشيف الإنترنت
- أعمال كارل غيلوروب في LibriVox
- أعمال كارل غيلوروب في المكتبة المفتوحة
- الحاج أو دير بيلجر كمانيتا، رواية كارل غيلوروب في مشروع غوتنبرغ